# Tradire è un'arte - Boogie Woogie
Tradire è un'arte - Boogie woogie (Boogie Woogie) è un film del 2009 diretto da Duncan Ward. Il titolo inglese del film è ispirato all'omonima tela di Mondrian. Il film è stato distribuito in Italia direttamente in DVD.

## Trama
La trama del film intreccia diverse storie di artisti e commercianti, tutti con lo scopo di ottenere denaro e sesso.